# Kiosco de la ex oficina Salitrera Iris
El Kiosco de la ex oficina Salitrera Iris se encuentra en la Salitrera iris que está ubicada en el Cantón de Lagunas, a 80 kilómetros al sur de Pozo Almonte, en la región de Tarapacá y estuvo operativa entre los años 1914 y 1955. El Kiosco en sí se encuentra en la parte central de la Salitrera Iris.  
El 8 de octubre de 1990, fue declarado Monumento Histórico por el decreto N° 706.

## Historia
Entre las décadas de 1880 y 1920 Chile pasó por el ciclo salitrero, donde la región de Tarapacá vivió una época de auge, debido al gran crecimiento de la industria salitrera.
Los asentamientos de la industria fueron denominados oficinas, donde existieron muchos campamentos en plena pampa entre la Región de Tarapacá y Antofagasta. Estos lugares eran completos, tenían instalaciones destinadas para la vivienda del obrero, policlino, escuela, pulpería, zonas de tratamiento minero y más dependiendo de que tan grande era la oficina.
La oficina Iris se conforma con los edificios tradicionales de una oficina salitrera, el área residencial está en el sur del campamento, los equipamientos en el lado norte, excepto la iglesia y mercado y en el espacio central más cercano a las viviendas, se encuentra el Kiosco de música de la plaza, el cual fue el centro de la vida social de la oficina, este lugar se desarrollaron las distintas actividades de carácter público.
La Compañía Astoreca y Quiroga fue la primera propietaria de la oficina, luego pasó a las manos de la sociedad Astoreca y Urruticoechea, hasta su clausura, que ocurrió en 1957, no obstante, en la década de los años 90 fue comprada por la empresa holandesa DSM y más tarde por Soquimich, empresa que conserva su propiedad hasta la actualidad.

## Actualidad
Soquimich ha alterado algunas condiciones originales de la oficina Salitrera iris, siendo algunas de ellas de carácter leve hasta modificaciones más severas, pero de la oficina original, se han conservado en excelente estado la Casa de la Administración, la capilla y el Kiosco.
El 8 de octubre de 1990, estos inmuebles de la Ex Oficina Salitrera Iris fueron declarados Monumento Histórico, por su valor patrimonial y por ser testimonio de la vida en la pampa salitrera a comienzos del siglo XX.